# 美国共产党（临时）
美利坚合众国共产党（临时）（英語：Communist Party, United States of America (Provisional)），通称美国共产党（临时）（Communist Party USA (Provisional)），又称美利坚合众国共产党临时翼、临时共产党、共产党人临时党、列宁骑士团，是美国的一个共产主义政党。该党的创始人是Gino Perente，他是一名有争议的农场劳工组织者，去世于1995年。由于该党的运作方式是秘密的，外界掌握的有关该党的信息模糊不清。据外界人士估计，该党的核心成员数在100至300之间。